# اریانا لا بیخا
اریانا لا بیخا (به اسپانیایی: Orellana la Vieja) یک شهرستان در اسپانیا است که در استان باداخس واقع شده‌است.